# Porrkungens tårar
Porrkungens tårar är en svensk dokumentärfilm från 2013 i regi av Fredrik von Krusenstjerna. Filmen skildrar porrfilmsföretagaren Berth Milton Jr. och dennes terapeutiska samtal för att bearbeta konflikten med sin far Berth Milton Sr. Den hade premiär 17 maj 2013.

## Mottagande
Filmen fick ett blandat mottagande och har medelbetyget 3,2/5 på Kritiker.se, baserat på tretton recensioner. Högst betyg fick filmen av Expressen, Filmeye och Svenska Dagbladet som alla gav fyror i betyg, och sämst av Aftonbladet, Dagens Nyheter och Kommunalarbetaren, som gav tvåor.